# MMN80CPU
MMN80CPU a fost un microprocesor pe 8 biți fabricat în România, la Microelectronica București, spre sfârșitul anilor 1980. Acest model era în fapt o clonă a microprocesorului Z80A și putea lucra la o viteză cuprinsă între 2,5 și 3,5 MHz. Fabricarea în țară a acestei componente se înscria în practica generală, impusă de hotărârile Partidului Comunist Român, care prevedea asimilarea în producția internă a tuturor circuitelor electronice necesare pieței industriale românești. MMN80CPU a echipat microcalculatoare personale precum HC, Amic, CIP, JET, TIM-S, CoBra și altele.
Pastila de siliciu A FOST realizată în România la Întreprinderea Microelectronica București.